# Wadena (Minnesota)
Wadena é uma cidade localizada no estado americano de Minnesota, no Condado de Otter Tail e Condado de Wadena.

## Demografia
Segundo o censo americano de 2000, a sua população era de 4294 habitantes.
Em 2006, foi estimada uma população de 4014, um decréscimo de 280 (-6.5%).

## Geografia
De acordo com o United States Census Bureau tem uma área de 13,6 km², dos quais 13,6 km² cobertos por terra e 0,0 km² cobertos por água. Wadena localiza-se a aproximadamente 415 m acima do nível do mar.

## Localidades na vizinhança
O diagrama seguinte representa as localidades num raio de 20 km ao redor de Wadena.